# Papir 4
El Papir 4 ({\displaystyle {\mathfrak {P}}}  4 ), és un manuscrit sobre papir del Nou Testament que conté l'Evangeli segons Lluc escrit en llengua grega. Està datat a finals del segle ii. En l'actualitat es troba en la Biblioteca Nacional de França a París.

## Descripció
És un dels manuscrits més antics (juntament amb el Papir 75) de l'Evangeli de Lluc i conté àmplies seccions dels seus primers sis capítols.
- 1:58-59, circumcisió de Joan.
- 1:62-80, profecia de Zacaries.
- 2:1,6-7, Naixement de Jesús.
- 3:8-38, Genealogia de Jesús.
- 4:1-2, Jesús en el desert.
- 4:29-32, Jesús a Cafernaum.
- 4:34-35, Jesús expulsa dimoni.
- 5:3-8, miracle dels peixos al llac de Genesaret.
- 5:30-39, Jesús discuteix amb els fariseus.
- 6:1-16, discussió sobre el Sabbat.